# 東條英員
東條 英員（とうじょう ひでかず、1950年2月8日 - ）は、カナダブリティッシュコロンビア州バンクーバーを拠点に活動する日本人の料理人。鹿児島県出身。

## 経歴
7人兄弟の6番目に生まれる。母はベジタリアンだったものの、兄弟たちの嗜好と合わず、幼い頃から家庭の料理番を務めていた
1968年、 大阪の老舗料亭「大乃や」に弟子入りする。1971年、大阪の寿司屋で板前となる。同年8月にはカナダのバンクーバーに渡るも、当時は現地の日本料理店はわずか4店舗のみであった。1988年10月、「Tojo's Restaurant」をオープン。また、週6日は自身の経営する店舗に勤務しているが、年に一度は日本のトレンドに触れるため帰国している。
東條は、現地ではカリフォルニアロールやブリティッシュコロンビアロールの生みの親として知られている。東條がカナダに移住した時、まだ現地では生魚や、海苔で巻くといった習慣は一般的でなかった。そこで、あえて通常の具材を使うことをせず、寿司と海苔を逆に巻くという手法を編み出した。東條はこれを「東條巻き」と名づけ、後に「カリフォルニアロール」と改名している。これは、ロサンゼルスからの来客に特に受けが良かったからである。ブリティッシュコロンビアロールは現地では水揚げの少ないアナゴの代わりに、甘辛いタレにつけたサーモンを使ったことが特徴である。また、東條は、料理人に全てを一任する「おまかせ」のスタイルをカナダに持ち込んだことでも知られている。環境問題やオーガニックにも意欲的に取り組んでおり、 栗原はるみ、地井武男、加藤登紀子ら多くの著名人が足を運んでいる。
東條の活動は「アンソニー世界を喰らう」や、アメリカのNBCの「トゥデイ」を初めてとした多くのテレビや雑誌で取り上げられ、   2016年には農林水産省より「 日本食普及の親善大使 」に任命され、6月16日 岡井朝子在バンクーバー日本国総領事 (当時)より任命状の手交 が行われた。